# Silvério da Rocha e Cunha
 (janvier 2019).
Pour les articles homonymes, voir Rocha (homonymie) et Cunha.
Le Comte Silvério Ribeiro da Rocha e Cunha (1876-1944) est un ancien Ministre de la Marine du Portugal (1919-1920) du gouvernement d'Alfredo de Sá Cardoso sous la présidence de António José de Almeida. 

## Biographie
Silvério Ribeiro da Rocha e Cunha a occupé des postes de grande importance au sein de la Marine du Portugal tels que chef d’état-major du commandement général de la marine, directeur général de la marine marchande ou encore capitaine du port d'Aveiro. Il a été à la tête du port d'Aveiro été à deux reprises en 1918 et 1928.
Il est mort le 3 novembre 1944 à Aveiro, Portugal.
Une rue porte son nom à Aveiro.